# 아시안 클럽 챔피언십
아시안 클럽 챔피언십(Asian Club Championship)은 1967년부터 2002년까지 아시아 축구 연맹에서 개최했던 클럽 축구 대회이다. 1967년에 아시안 챔피언 클럽 토너먼트(Asian Champion Club Tournament)라는 명칭으로 처음 개최되었다. 1972년부터 1984년까지 한동안 중단되었다가 1985년에 아시안 클럽 챔피언십으로 부활하였다.
아시안 클럽 챔피언십은 각국 국내 리그 우승 클럽이 참가하였다. 각국 FA컵 우승 클럽은 1990년부터 아시안 컵위너스컵에 참가하였으며 두 대회의 우승 클럽은 1995년부터 아시안 슈퍼컵에서 대결하였다. 2002-03 시즌부터 아시안 컵위너스컵과 아시안 슈퍼컵이 폐지되었고, 아시안 클럽 챔피언십은 AFC 챔피언스리그로 새롭게 개편되었다.

## 역사

### 1967 시즌~1971 시즌
아시안 챔피언 클럽 토너먼트라는 명칭으로 처음 개최되었고 8개 팀이 참가하였다. 하지만 1972년 대회에 4개 팀만이 참가하겠다는 의사를 밝히면서 대회가 취소되고, 이후 한동안 중단되었다. 또한 이스라엘은 아랍 세계 국가들과의 정치적 분쟁으로 인하여 아시아 축구 연맹에서 제명되어 이 때부터 이스라엘 프리미어리그 팀들이 불참하게 되었다.

### 1985-86 시즌~2001-02 시즌
1985년, 아시안 챔피언 클럽 토너먼트가 아시안 클럽 챔피언십으로 부활하였다. 각국 국내 리그 우승 클럽이 참가하였다. 이후 AFC는 많은 시도를 한다. 처음으로 결승을 4개 팀이서 로빈 라운드 형식으로 치러 보기도 하고, 홈 앤 어웨이로도 치러본다. 하지만 두 번 다 다음해에 다시 단판전으로 회귀한다. 얼마 뒤, 각국 FA컵 우승 클럽은 아시안 컵위너스컵에 참가한다. AFC는 이 두 대회의 우승 클럽을 아시안 슈퍼컵에서 대결하게 하였다.
아시안 슈퍼컵이 생긴지 10년도 안 돼서 2002년에 아시안 클럽 챔피언십과 아시안 컵위너스컵 대회가 AFC 챔피언스리그로 통합되었다. 자연스레 아시안 슈퍼컵도 폐지된다.

## 역대 대회 결과

### 시즌별 우승 구단
| 시즌        | 우승               | 점수              | 준우승          | 결승전 경기장                       |
| ----------- | ------------------ | ----------------- | --------------- | ----------------------------------- |
| 1967        | 하포엘 텔아비브    | 2 - 1             | 슬랑오르 FA     | 방콕                                |
| 1968        | 대회 미개최        | 대회 미개최       | 대회 미개최     | 대회 미개최                         |
| 1969        | 마카비 텔아비브    | 1 - 0             | 양지            | 방콕                                |
| 1970        | 타지               | 2 - 1             | 하포엘 텔아비브 | 테헤란, 암자디예 경기장             |
| 1971        | 마카비 텔아비브    | 결승 기권#1       | 알쇼르타        | 기권으로 인한 결승전 미개최         |
| 1972        | 대회 취소          | 대회 취소         | 대회 취소       | 대회 취소                           |
| 1973 ~ 1984 | 대회 미개최        | 대회 미개최       | 대회 미개최     | 대회 미개최                         |
| 1985-86     | 대우 로얄즈        | 3 - 1             | 알아흘리        | 지다                                |
| 1986        | 후루가와 전기공업  | 결승 리그#2       | 알힐랄          | 리야드                              |
| 1987        | 요미우리           | 결승 기권#3       | 알힐랄          | 기권으로 인한 결승전 미개최         |
| 1988-89     | 알사드             | 2 - 3 1 - 0       | 알카르흐        | 바그다드 도하, 셰이크 알사니 경기장 |
| 1989-90     | 랴오닝             | 2 - 1 1 - 1       | 닛산 자동차     | 요코하마, 미쓰자와 스타디움 선양    |
| 1990-91     | 에스테글랄         | 2 - 1             | 랴오닝          | 다카, 방가반두 국립경기장           |
| 1991        | 알힐랄             | 1 - 1 (PSO 4 - 3) | 에스테글랄      | 도하 칼리파 국제 경기장             |
| 1992-93     | 파스               | 1 - 0             | 알샤바브        | 바레인 알 아흘리 스타디움           |
| 1993-94     | 태국 농민은행      | 2 - 1             | 오만 클럽       | 방콕 수파찰라사이 경기장            |
| 1994-95     | 태국 농민은행      | 1 - 0             | 알아라비        | 방콕 수파찰라사이 경기장            |
| 1995        | 일화 천마          | 1 - 0             | 알나스르        | 리야드, 킹 파드 국립 경기장         |
| 1996-97     | 포항 스틸러스      | 2 - 1             | 천안 일화 천마  | 쿠알라룸푸르 부킷잘릴 국립경기장    |
| 1997-98     | 포항 스틸러스      | 0 - 0 (PSO 6 - 5) | 다롄 완다       | 홍콩, 홍콩 대구장                   |
| 1998-99     | 주빌로 이와타      | 2 - 1             | 에스테글랄      | 테헤란, 아자디 스타디움             |
| 1999-00     | 알힐랄             | 3 - 2             | 주빌로 이와타   | 리야드, 킹 파드 국립 경기장         |
| 2000-01     | 수원 삼성 블루윙즈 | 1 - 0             | 주빌로 이와타   | 수원, 수원종합운동장                |
| 2001-02     | 수원 삼성 블루윙즈 | 0 - 0 (PSO 4 - 2) | 안양 LG 치타스  | 테헤란, 아자디 스타디움             |

1. 1971년 아시안 챔피언 클럽 토너먼트에서 이라크의 알쇼르타는 당시 논란의 대상인 팔레스타인 영토 문제와 관련하여 이스라엘에 대한 항의의 표시로 이스라엘의 마카비 텔아비브와의 경기를 거부했다. 본선 조별 리그에서 두 구단 간의 경기는 알쇼르타의 기권으로 인한 마카비 텔아비브의 승리(2-0 승리)로 처리되었다. 결승전 당일에 알쇼르타의 선수들은 대회 결승전 상대가 마카비 텔아비브로 결정되자 경기장에 이라크의 국기와 팔레스타인의 국기를 흔들면서 경기를 거부하였다. 알쇼르타가 정치적 문제를 이유로 경기를 거부함에 따라 당해 대회는 마카비 텔아비브가 우승한 것으로 기록되었다. 당시 아랍권 언론들은 알쇼르타의 이러한 행위에 찬사를 보냈다.
2. 1986년 아시안 클럽 챔피언십에서는 예선격인 제1라운드와 제2라운드를 거치고 본선격인 최종 라운드에 진출한 팀들을 대상으로 결승 리그를 진행하였다. 이에 따라 최종 라운드에 진출한 4개 팀은 사우디아라비아 리야드에서 1번의 라운드 로빈 형식으로 경기를 치르고 결승 리그 끝에 가장 높은 성적의 팀이 당해 대회를 우승하는 것으로 결정되었다. 이에 3전 3승의 성적을 거둔 일본의 후루가와 전기공업이 우승을 차지하였다.
3. 1987년 아시안 클럽 챔피언십에서 사우디아라비아의 알힐랄과 일본의 요미우리의 결승전 대진이 결정된 상황에서 알힐랄 소속 선수 9명이 사우디아라비아 축구 국가대표팀에 호출되었다. 사우디아라비아 축구 국가대표팀의 훈련 캠프 기간이 결승전 일정과 겹침에 따라 알힐랄이 결승 1차전을 치르기도 전에 기권하였고 당해 대회는 요미우리 FC가 우승한 것으로 기록되었다.

### 구단별 우승 횟수
| 구단                          | 우승                   | 준우승                   |
| ----------------------------- | ---------------------- | ------------------------ |
| 에스테글랄                    | 2회 (1970, 1990-91)    | 2회 (1991, 1998-99)      |
| 알힐랄                        | 2회 (1991, 1999-2000)  | 2회 (1986, 1987)         |
| 마카비 텔아비브               | 2회 (1969, 1971)       |                          |
| 태국 농민은행                 | 2회 (1993-94, 1994-95) |                          |
| 포항 스틸러스                 | 2회 (1996-97, 1997-98) |                          |
| 수원 삼성 블루윙즈            | 2회 (2000-01, 2001-02) |                          |
| 주빌로 이와타                 | 1회 (1998-99)          | 2회 (1999-2000, 2000-01) |
| 하포엘 텔아비브               | 1회 (1967)             | 1회 (1970)               |
| 랴오닝 훙윈                   | 1회 (1989-90)          | 1회 (1990-91)            |
| 성남 FC                       | 1회 (1995)             | 1회 (1996-97)            |
| 부산 아이파크                 | 1회 (1985-86)          |                          |
| 제프 유나이티드 이치하라 지바 | 1회 (1986)             |                          |
| 도쿄 베르디                   | 1회 (1987)             |                          |
| 알사드                        | 1회 (1988-89)          |                          |
| 파스                          | 1회 (1992-93)          |                          |
| 슬랑오르                      |                        | 1회 (1967)               |
| 양지                          |                        | 1회 (1969)               |
| 알쇼르타                      |                        | 1회 (1971)               |
| 알아흘리                      |                        | 1회 (1985-86)            |
| 알카르흐                      |                        | 1회 (1988-89)            |
| 요코하마 F. 마리노스          |                        | 1회 (1989-90)            |
| 알샤바브                      |                        | 1회 (1992-93)            |
| 오만 클럽                     |                        | 1회 (1993-94)            |
| 알아라비                      |                        | 1회 (1994-95)            |
| 알나스르                      |                        | 1회 (1995)               |
| 다롄 스더                     |                        | 1회 (1997-98)            |
| FC 서울                       |                        | 1회 (2001-02)            |

### 국가별 우승 횟수
| 국가           | 우승 | 준우승 |
| -------------- | ---- | ------ |
| 대한민국       | 6회  | 3회    |
| 일본           | 3회  | 3회    |
| 이란           | 3회  | 2회    |
| 이스라엘       | 3회  | 1회    |
| 사우디아라비아 | 2회  | 5회    |
| 태국           | 2회  |        |
| 중국           | 1회  | 2회    |
| 카타르         | 1회  | 1회    |
| 이라크         |      | 2회    |
| 말레이시아     |      | 1회    |
| 오만           |      | 1회    |